# 東京六大学対抗自転車競技大会
東京六大学対抗自転車競技大会（とうきょうろくだいがくたいこうじてんしゃきょうぎたいかい）は、東京に本部を置く6つの大学の自転車部などによって行なわれる自転車競技の大会である。
トラックレースのみの大会として行なわれており、ロードレースの大会である「東京六大学対抗自転車チームロードレース大会」とは別の大会である。

## 概要
1987年に第1回大会が挙行され、関東地方の競輪場などで日本学生自転車競技連盟・日本自転車競技連盟の後援により開催されており、総合成績は対抗種目の合計得点によって争われる。
対抗種目では学連登記選手のみ出場を認められているが、オープン種目では東京六大学の卒業者や学生、付属校の選手も参加することが可能である。
総合成績の他に、個人種目や団体種目、オープン種目でも表彰される。
東京六大学対抗自転車チームロードレース大会よりも早い時期から開催されており、大会の歴史はこちらの方が長い。
大学から自転車競技を始めた人でも、地道な練習やトレーニングによって頭角を現す場合もあり、必ずしも大学入学前の競技経験は必要とされない。

## 構成大学
五十音順で以下の通りである。
- 慶應義塾大学自転車競技倶楽部
- 東京大学運動会自転車部競技班
- 法政大学体育会自転車競技部
- 明治大学体育会自転車部
- 立教大学体育会自転車競技部
- 早稲田大学自転車部

## 競技内容

### 対抗種目
- 男子・スプリント
- 男子・1kmタイムトライアル
- 男子・スクラッチ
- 男子・4kmチームパーシュート
- 男子・10kmポイントレース
- 男子・チームスプリント

### オープン種目
- オープン・1kmタイムトライアル
- 女子・200mタイムトライアル
- 女子・500mタイムトライアル
- オープン・10kmポイントレース
- オープン・エリミネーション
- オープン・チームスプリント
- 女子・チームスプリント

## 年表
- 1987年 第1回大会が開催される
- 2016年 第30回大会を迎える